# (7979) Pozharskij
(7979) Pozharskij est un astéroïde de la ceinture principale.

## Description
(7979) Pozharskij est un astéroïde de la ceinture principale. Il est découvert le 26 septembre 1978 à Naoutchnyï par Lioudmila Jouravliova. Il présente une orbite caractérisée par un demi-grand axe de 2,85 UA, une excentricité de 0,08 et une inclinaison de 6,8° par rapport à l'écliptique.

## Compléments